# Desmovilización en Colombia
La desmovilización en Colombia se refiere a los diferentes procesos por los cuales tropas de cualquier tipo se licencian, es decir, dejan de ejercer su actividad militar.

## Historia
La historia colombiana ha estado atravesada por diversos enfrentamientos armados, como las guerras civiles en el siglo XIX, o el período de La Violencia bipartidista de mediados de siglo XX, o más recientemente la confrontación entre varios grupos guerrilleros contra el Estado. En todos estos casos se planteó la cuestión de la desmovilización de los miembros de los diferentes grupos. En ocasiones algunos ejércitos fueron disueltos tras ser derrotados, o se incorporaron parcialmente a las fuerzas militares vencedoras.

### La Violencia
Desmovilización de las guerrillas liberales y comunistas y de las guerrillas de paz conservadoras.

### Conflicto armado interno
Desde los años 1990, los eventos de desmovilización en Colombia se caracterizan por la entrega de las armas (lo que significa que el "paramilitar" o guerrillero quiere volver a la vida civil) al Alto Comisionado para la Paz, o bien, por alguno de sus subalternos.

#### Periodo 2002-2010
En Colombia entre el agosto del 2002 y octubre del 2010, se desmovilizaron 54.317 personas que pertenecían a diversos grupos armados al margen de la ley, según el Ministerio de Defensa de Colombia. Durante ese periodo se implementaron dos modalidades de desmovilización. La primera, la desmovilización individual como alternativa para las personas que toman la decisión de abandonar un grupo armado. Gracias a esto, 22.499 colombianos abandonaron las filas de las FARC-EP y del ELN en dicho periodo.

#### Desmovilización de las AUC
La segunda son las desmovilizaciones colectivas, o acuerdos de paz entre el Gobierno y Grupos al Margen de la Ley, por medio de las cuales se negocian las desmovilizaciones de grupos enteros de personas. En 2003, el Gobierno Nacional realizó un proceso de paz con las Autodefensas Unidas de Colombia (AUC), que dio como resultado la desintegración de estos y la desmovilización colectiva de más de 31.000 personas. Estas personas ingresan voluntariamente al Proceso de Reintegración, programa a cargo de la Alta Consejería Presidencial para la Reintegración enmarcado en la Política de Reintegración Social y Económica de Desmovilizados.
Los desmovilizados fueron atendidos en el programa de reintegración, junto con sus familias y comunidades. De éstos, 65% eran desmovilizados colectivos y 35% individuales; 87% hombres y 13% mujeres y el 60% eran adultos jóvenes entre los 26 y los 45 años.[cita requerida] La población participante en el programa estaba ubicada a lo largo del territorio nacional, con una concentración en cuatro (4) departamentos: Antioquia, Bogotá, Córdoba y Cesar que fueron receptores del 40% de los participantes del programa.

## Ley General de Amnistía
La Ley General de Amnistía fue un proyecto de ley presentado por el gobierno para dar amnistía que permitiese la desmovilización de los combatientes ilegales en el conflicto armado. La ley beneficiaría tanto a guerrilleros como a miembros de los grupos de autodefensa, que hayan sido condenados en relación con su participación en la guerra. El expresidente Álvaro Uribe había anunciado la intención de presentar este proyecto, inspirado en lo ocurrido en el Reino Unido a raíz del Acuerdo de Viernes Santo con el Ejército Republicano Irlandés.
La ley buscaba "la reincorporación de miembros de grupos armados que contribuyan de manera efectiva a la consecución de la paz nacional". Entre los castigos alternativos previstos para quienes confiesen sus acciones y sean condenados, están no poder ejercer funciones públicas, no residir en determinados lugares o acudir a ellos y no aproximarse a las víctimas o comunicarse con ellas.
El juez de ejecución de penas y medidas de seguridad podrá establecer un período de prueba entre uno y cinco años, al término del cual se podrá declarar la libertad definitiva del sentenciado.
"El control de acceso a este instrumento -la suspensión condicional de la pena- está en manos del Presidente de la República, único legitimado para solicitar ante el poder judicial, de manera discrecional, la aplicación del mismo", señaló el ministro del Interior.

## Véanse también
- Acuerdo humanitario
- Iniciativas de paz en el conflicto armado colombiano
- Espacios Territoriales de Capacitación y Reincorporación (ETCR)